# Củ Chi
Củ Chi ist ein Kreis im vietnamesischen Verwaltungsgebiet der Ho-Chi-Minh-Stadt. Er besteht aus 20 Kommunen und einer Stadt. Die Fläche von Củ Chi beträgt 434,50 km2, 403,038 Einwohner leben hier (Stand 2018).
Besondere Bekanntheit erlangte Củ Chi aufgrund der Bedeutung der Tunnel von Củ Chi während des Vietnamkrieges.